# مستهلك الصحة العقلية
مستهلك الصحة العقلية (أو المريض النفسي) هو الشخص الذي يتلقى العلاج أو الدعم بسبب خلل في الصحة العقلية، ويُعرف أيضًا باسم الاضطراب أو المرض النفسي. خُلِق هذا المصطلح من قِبّل متلقين العلاج نفسي في هيئة خدمات صحية، محاولةً منهم لتعزيز ثقة المرضى النفسيين، وهم من الفئة المهمشة في المجتمع. يشير المصطلح لوجود علاقة تبادلية بين موفر تلك الخدمات الصحية ومستهلكيها في اختيار علاجهم والذي لولا وجودهم لما وُجِد مقدمي خدمات الصحة العقلية.

## التاريخ
في السبعينات (1970) كان مصطلح «مريض» الأكثر شيوعًا في الاستخدام. تبين لنشطاء الصحة النفسية، بالإضافة الي الكثير من المجموعات التي تبحث في تعريف الذات، أن تلك التسميات هي استعارات توضح مدى تصور واستيعاب الشخصيات وبناءها (ماكدونالد 206). وبالأخص في مجال الصحة النفسية فإنها تُشكل علاقة مستهلك وموفر الخدمات الصحية، سواء كان ذلك في المعاملة بالمثل أو التسلسل (ماكلولين 2007). صدّ مستخدمو خدمات الطب النفسي جهود الخبراء لتعريفهم وسعوا في إيجاد طرق للتعبير عن أنفسهم (موريسون 2000).
في أستراليا، قام مجموعة من المتعافين من الامراض النفسية بتكوين مجموعات غير رسمية للدعم النفسي خلال الموجة الأولى من نقل المرضى من مستشفيات الطب النفسي إلى المجتمع في الستينيات. وفي الولايات المتحدة والبلاد الأخرى بدأت حركات جذرية لتغير تقديم الخدمات والتشريعات مُقادة من قبل المستهلكين خلال الثمانينات. دفع نشطاء، مثل جودي تشامبرلين، من أجل بدائل للأطباء النفسيين الذين يسيطرون على أنظمة الرعاية الصحية النفسية. تقول تشامبرلين في كتابها (وحدنا): ساعدت البدائل التي يتحكم فيها المريض لنظام الصحة العقلية في توجيه نوايا الاخرين لشكل أكثر تعاوني في شفاء الصحة العقلية (تشامبرلين 1978).
في الثمانينات، وبتمويل من المؤسسة الوطنية للصحة النفسية، ازدهرت بعض من المجموعات التجريبية. في عام 1985، في أول مؤتمر البدائل، وافق المشاركون على مصطلح «المستهلك» الذي يعكس اختيار المرضى للخدمات (Bluebird). يشير المصطلح أيضًا إلى العقلانية والقدرة على اتخاذ القرارات بناءً على رغبات المستهلك فقط بدلًا من ان يكون شخصا سلبي وعاجز يتلقى اهتمام «الخبير» (ماكدونالد 2006). في تسعينيات القرن الماضي، تم تشكيل العديد من مجموعات المستهلكين مثل مركز المساعدة الذاتية ومركز التمكين والدعم الوطني. استمروا في الدفع من أجل مشاركة المزيد من أقرانهم في طريقة علاج البدائل، مشيرين إلى أن أقرانهم يدعمون ويواسون، على عكس المعالجين الذين يحاولون تغيير سلوك المستهلكين وأنماط تفكيرهم (Bluebird).

## الاستخدام المعاصر
توسع مصطلح «مستهلك الصحة العقلية» ليشمل أي شخص تلقي من قبل خدمات الصحة العقلية أو أي شخص تم تشخيصه في صحته السلوكية أو ببساطة أي شخص يعاني من خلل في صحته العقلية والسلوكية. يتم استخدام مصطلحات أخري في بعض الأحيان من قبل افراد من المجتمع للتمكين من خلال تحديد الذات الإيجابي ومنها «أقران»، «الأشخاص الذين يعانون من مشاكل الصحة العقلية»، «الناجين من الأمراض النفسية»، «المستخدمين»، «عاش التجربة» أو «مريض سابق». يتم استخدام مصطلح «مستخدمي الخدمة» بشكل شائع في المملكة المتحدة وفي الولايات المتحدة أما مصطلح «المستهلك» فيُستخدم في أغلب الأحيان من قبل المرضى السابقين ومستخدمي الخدمات النفسية والبديلة.
يمكن للمرء أن ينظر إلى مصطلح «المستهلك» كشخص يتلقى الخدمات النفسية، ربما من عالم نفسي أو طبيب أمراض نفسية أو أخصائي اجتماعي. يمكن أن يكون مصطلح غير شخصي متعلق باستخدام في قطاع الصحة من اقتصاد كبير. ويشير ذلك إلى أن المستهلك يتوقع أن يكون له بعض التأثير على تقديم الخدمات ويقدم ملاحظات إلى المزود. بمعنى أقرب للنشطاء، تهدف مجموعات المستهلكين إلى تصحيح المشكلات المدركة في خدمات الصحة العقلية وتشجيع التشاور مع المستهلكين. تم تصميم نظرية المستهلك لتفسير العلاقة الخاصة بين مقدم الخدمة ومستهلك الخدمة في سياق الصحة العقلية. تبحث نظرية المستهلك في العواقب والمعنى الاجتماعي للعلاقة.